# Brady Udall
Brady Udall (ur. 1971) – amerykański pisarz. 
Dorastał w mormońskiej rodzinie w St. Johns w Arizonie. Napisał i opublikował zbiór opowiadań Letting Loose the Hounds (1997) oraz głośną i porównywaną do Lotu nad kukułczym gniazdem powieść The Miracle Life of Edgar Mint (2001) Cudowne życie Edgara Minta. Powieść tematycznie przypomina również książki Karola Dickensa nawiązujące do nierówności społecznych lub wątków dorastania i trudnej młodości bohatera. W części poświęconej przebywaniu głównego bohatera w internacie odnaleźć można analogię do Malowanego Ptaka Jerzego Kosińskiego.
Brady obecnie mieszka ze swoją rodziną w Carbonale w stanie Illinois, wcześniej wykładał na University of Southern Illinois, a obecnie na Boise State University. Z rodziny Udall pochodzą Stewart Udall były kongresmen i Minister Spraw Wewnętrznych Stanów Zjednoczonych oraz Morris Udall były kongresmen.

## Publikacje
- 1997 - Letting Loose the Hounds
- 2001 - The Miracle Life of Edgar Mint (Cudowne życie Edgara Minta)